# Bandera de Nova Orleans
La bandera de Nova Orleans està formada per un camp blanc carregat amb tres flors de lliri grogues (dos i un) i vorejada per la part superior d'una estreta franja carmesí i per la inferior d'una franja blava. Cadascuna de les franges ocupen 1/7 part de l'alt de la bandera i el camp blanc 5/7 parts. Les proporcions són 2:3. La presència de la flor de lis remarca l'herència francesa de la ciutat i els forts vincles amb França.

## Colors
Els diferents codis de color són els següents:
| Model de color | Blanc         | Carmesí      | Blau       | Groc         |
| -------------- | ------------- | ------------ | ---------- | ------------ |
| Pantone        | Blanc         | 485 C        | 2766 C     | 7409 C       |
| RGB            | 255, 255, 255 | 220, 20, 60  | 17, 27, 76 | 237, 180, 29 |
| CMYK           | 0-0-0-0       | 0-200-160-34 | 78-65-0-70 | 0-24-88-7    |
| HTML           | #FFFFFF       | #DC143C      | #111B4C    | #EDB41D      |

## Simbolisme
El camp blanc és el símbol de la justícia i el govern, la franja blava representa la llibertat i la carmesí representa la fraternitat. A més, aquests són també els colors de la bandera francesa. Les tres flors de lliri agrupades en forma triangular representen la ciutat de Nova Orleans sota els principis de govern, llibertat i fraternitat.

## Història
La ciutat de Nova Orleans va adoptar oficialment la bandera el 5 de febrer de 1918, després d'haver seleccionat el seu disseny entre prop de 400 idees presentades al Comitè Ciutadà de Banderes en preparació per a la celebració del bicentenari de la ciutat. La bandera vermella, blanca i blava carregada amb flors de lliri d'or combinava l'esquema de colors suggerit per una proposta amb elements decoratius d'una altra. L'esquema de colors patriòtics fou suggerit per Bernard Barry, llavors emprat com a gravador a A. B. Griswold and Co., joiers, i la idea de les flors de lliei s'atribueix a Gustave Couret, dibuixant del despatx d'arquitectura Diboll, Owen i Goldstein.